# آيتن آيدن
آيتن آيدِن (بالتركية: Ayten Aydın)‏  ولدت عام 1930 في مدينة قونية في تركيا، مهندسة مدنية ، و عالمة بعلم الإنسان و باحثة علوم.

## أول أعوام بحياتها
ولدت آيتن آيدن في مدينة قونية بسبب وظيفة والدها حيث أنَّه كان معلم للعلوم الطبيعية و موسيقار يقيم حفلات موسيقية. قضت آيتن آيدن فترة طفولتها و صباها بأزمير والتحقت بالجامعة حينما كانت بها، وفي عام 1951 تخرجت آيتن آيدن من جامعة إسطنبول الفنية كمهندسة مدنية.

## حياتها العملية
بعد أن تخرجت آيتن آيدن عملت في تركيا في مشروعات تنمية الموارد المائية على نطاق واسع لمدة خمسة عشر عاماً، و أتمت آيتن آيدن دراستها العليا و تدريباتها على العمل في خارج وطنها وخاصة في الولايات المتحدة الأمريكية وكانت تعمل خلال هذه الفترة كمخططة لتنظيم الأنهار وتنمية جميع أحواض الأنهار في تركيا.
وعملت لمدة خمسة و عشرون عاماً في منظمة الأمم المتحدة للأغذية و الزراعة، حيث أنَّها انضمت إليها منذ عام 1966. وعملت في عدة مناصب في إطار أنظمة متعددة التخصصات وصعبة للغاية في البلدان النامية بصفة خاصة مثل أنشطة التنمية الريفية والمياه والأرض، وخلال هذه الدراسات كانت آيتن آيدن على اتصال مباشر بمديري وموظفي الدول للبحث عن حلول للمشاكل الاقتصادية و المادية و التنمية الإجتماعية لمعظم هذه الدول. 
أتُيحت لها فرصة الإصغاء لحياة الناس واحتياجتهم، وكانت هذه التجارب تعليم عويص و واسع النطاق لآيدن آيتن في تقييم العلاقات الإنسانية.
و منذ عام 1966 قدمت آيتن آيدن مذكرات دبلوماسية و شاركت في العديد من المؤتمرات في إطار منظمة " الجمعية الدولية لعلوم الأنظمة ) حيث أنَّها عضو بها، وساعدت على تطوير مختلف المجالات في هذه الأنشطة المشتركة بها إلى حد كبير مثل القضايا العلمية والإنسانية، ومنذ عام 1999 قدمت مذاكرات دبلوماسية ونظمت نداوات في القضايا المتعلقة بالمعهد الدولي للدراسات المتقدمة. و ترأست آيتن آيدن اللجان مع الإدارات التي تتعامل مع قضايا البيئة و التنمية المستدامة و تخطيط الأراضي الصالحة للزارعة والغابات حيث أنَّها كانت عضو بها و ترأستها لأعوام عملت بها في منظمة الأمم المتحدة للأغذية والزراعة، وخلقت آيتن آيدن منظور عام لنفسها من حيث إمكانية رصد النهج بالأهداف الإنمائية خلال العمليات المعقدة بالأنشطة و ساهمت في تطوير فعاليتها.
وبعد أن تقاعدت من منظمة الأمم المتحدة للأغذية والزراعة  أجرت آيتن دراسات رسمية وغير رسمية بشأن هذه الموضوعات بما فيها علم الإنسان البيولوجي والثقافي وعلم الاجتماع وتاريخ الأفكار وتاريخ الفن والفلسفة وكذلك الموسيقى والطب والثقافة والعلوم الإنسانية و حصلت على شهادات و دبلومات، وفي تلك الأثناء تخرجت من قسم الأنثروبولوجيا.
وكانت تدعمها خبراتها العملية والرحلات التي قامت بها في جميع أنحاء العالم حيث أنها أجرت أبحاث و دراسات بشأن هذا الموضوع في تقديم مذاكرات في القضايا الاجتماعية والإنسانية والسياسية وذلك في عدة مؤتمرات حول العالم.
وعاشت آيتن آيدن في روما لأكثر من أربعين عاماً  وألفت كتاب باسم التطور الثقافي للشعب التركي. وكتبت مقالات في "جريدة راديكال" و"جريدة الصحوة في كارامان" و" جريدة اثنين من سبتمبر
بأسكيشهر ".